# DNASE1
DNASE1 (англ. Deoxyribonuclease 1) – білок, який кодується однойменним геном, розташованим у людей на короткому плечі 16-ї хромосоми. Довжина поліпептидного ланцюга білка становить 282 амінокислот, а молекулярна маса — 31 434.
| 10         |  | 20         |  | 30         |  | 40         |  | 50         |
| ---------- |  | ---------- |  | ---------- |  | ---------- |  | ---------- |
| MRGMKLLGAL |  | LALAALLQGA |  | VSLKIAAFNI |  | QTFGETKMSN |  | ATLVSYIVQI |
| LSRYDIALVQ |  | EVRDSHLTAV |  | GKLLDNLNQD |  | APDTYHYVVS |  | EPLGRNSYKE |
| RYLFVYRPDQ |  | VSAVDSYYYD |  | DGCEPCGNDT |  | FNREPAIVRF |  | FSRFTEVREF |
| AIVPLHAAPG |  | DAVAEIDALY |  | DVYLDVQEKW |  | GLEDVMLMGD |  | FNAGCSYVRP |
| SQWSSIRLWT |  | SPTFQWLIPD |  | SADTTATPTH |  | CAYDRIVVAG |  | MLLRGAVVPD |
| SALPFNFQAA |  | YGLSDQLAQA |  | ISDHYPVEVM |  | LK         |  |            |

A: Аланін

C: Цистеїн

D: Аспарагінова кислота

E: Глутамінова кислота

F: Фенілаланін

G: Гліцин

H: Гістидин

I: Ізолейцин

K: Лізин

L: Лейцин

M: Метіонін

N: Аспарагін

P: Пролін

Q: Глутамін

R: Аргінін

S: Серин

T: Треонін

V: Валін

W: Триптофан

Кодований геном білок за функціями належить до гідролаз, нуклеаз, ендонуклеаз. 
Задіяний у таких біологічних процесах, як апоптоз, альтернативний сплайсинг. 
Білок має сайт для зв'язування з молекулою актину, іоном кальцію. 
Локалізований у ядрі.
Також секретований назовні.